# Alexandra Park, Suffolk
Alexandra Park är en park i Storbritannien.   Den ligger i riksdelen England, i den sydöstra delen av landet, 110 km nordost om huvudstaden London. Alexandra Park ligger 26 meter över havet.
Terrängen runt Alexandra Park är platt. Runt Alexandra Park är det ganska tätbefolkat, med 129 invånare per kvadratkilometer. Närmaste större samhälle är Ipswich, 0,98 km nordväst om Alexandra Park. Trakten runt Alexandra Park består till största delen av jordbruksmark.